# Вездеход № 2
Вездеход № 2 — российский проект боевой машины с колёсно-гусеничным движителем, разработанный в период Первой мировой войны конструктором и изобретателем А. А. Пороховщиковым, дальнейшее развитие концепции «Вездехода». Не был реализован из-за сложности и «недостаточной рациональности» конструкции.

## История создания
В течение 1916 года русским изобретателем А. А. Пороховщиковым на основе опыта, полученного при разработке «Вездехода», был разработан проект более совершенной машины. В первой половине января 1917 года проект «Вездеход № 2 — 1916» и макет машины поступили в Броневой отдел ГВТУ Русской императорской армии. Экспертиза и обсуждение проекта продолжались более десяти месяцев, по его результатам машина была признана неудачной и средства на её создание выделены не были. Дальнейшие работы по «Вездеходу № 2» не проводились.

## Описание конструкции
«Вездеход № 2» имел компоновку с расположением отделения управления в передней, боевого отделения с башенным размещением вооружения — в средней и моторно-трансмиссионного — в кормовой части корпуса (такой тип компоновки впоследствии стал известен как классический). Расчётная масса машины составляла 9,8 т.

### Броневой корпус и башня
Броневой корпус машины имел простую коробчатую форму и изготавливался из стальных броневых листов толщиной 8 мм. Лобовая часть корпуса образовывалась тремя броневыми листами — верхним и нижним, расположенными вертикально и средним, установленным под углом около 45°; борта и корма корпуса были выполнены вертикальными, крыша — горизонтальной. Гусеничный движитель, в носовой части несколько выступавший за пределы габарита бронекорпуса, также был экранирован.
В центре корпуса на цилиндрическом основании одна на другой размещались две цилиндрические же башни одинаковых размеров с общей крышей.

### Вооружение
Вооружение машины состояло из трёх 7,62-мм пулемётов «Максим», располагавшихся по одному в башнях и среднем лобовом броневом листе.

### Двигатель и трансмиссия
Трансмиссия машины — механическая. Коробка переключения передач соединялась с ведущей осью при помощи цепной передачи.
Информация о силовой установке машины отсутствует. Известно, что для снижения уровня шума и уменьшения загазованности обитаемых отделений конструктором была предусмотрена теплонепроницаемая перегородка между боевым и моторно-трансмиссионным отделениями, имевшая люки для обеспечения доступа к двигателю.

### Ходовая часть
Ходовая часть машины проектировалась колёсно-гусеничная, с основным колёсным движителем и вспомогательным гусеничным.
Колёсный движитель — с колёсной формулой 4 × 2, с ведущими задними и управляемыми передними автомобильными колёсами. Задние колёса были спроектированы жёстко соединенными с ведущей осью гусеничного движителя.
Гусеничный движитель спроектирован из одной резиновой гусеничной ленты натянутой на четырёх одинаковых подрессоренных катках-барабанах большой ширины, с несколько меньшим диаметром, нежели автомобильные колёса. Задний барабан должен был выполнять функцию ведущего колеса с фрикционным зацеплением гусеницы, два средних — опорных катков, передний — направляющего колеса.

## Оценка машины
Комиссия ГВТУ дала машине крайне отрицательную оценку. В частности, ею было объявлено, что «нерациональная конструкция „Вездехода“ в отношении движителя его по труднопроходимому грунту, ибо является вполне очевидным, что для поворота такого „Вездехода“ на рыхлом или кучковатом грунте одного изменения угла поворота передних колёс недостаточно. …С автомобильной точки зрения конструкция „Вездехода“ вызывает возражения из-за отсутствия дифференциала, вследствие чего при громоздкой и тяжёлой броне и большой ширине хода, могут быть затруднены правильные повороты и маневрирование машиной и будет чрезмерный износ шин». Также членами комиссии было отмечено, что «слишком мала высота отдельных поясов, каковая препятствует переходу одного пулемёта за другой. … Работа трёх пулемётчиков одновременно по одному борту невозможна, ввиду недостаточного радиуса рубки». Вердиктом комиссии было решение о нецелесообразности продолжения работ по машине и об отказе в выделении средств изобретателю на постройку опытного образца: «Авторитетная Комиссия… признала конструкцию „Вездехода № 2“ А. А. Пороховщикова недостаточно разработанной, а посему затраты казны, по выполнению проекта „Вездеход“ в настоящем его виде, излишними».

### Сноски
1. ↑  Согласно классификации ГВТУ — бронеавтомобиль, однако фактически машина представляла собой развитие концепции «Вездехода», ныне классифицируемого как танкетка или малый танк.